# 아나 세르라딜라

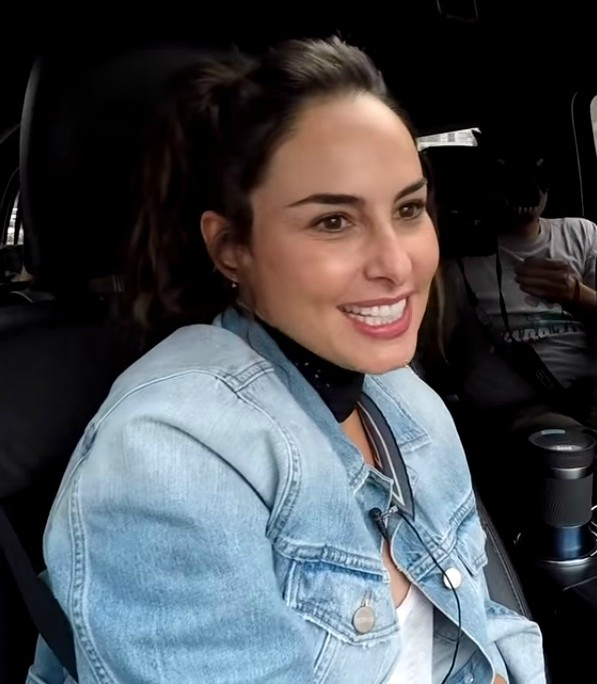

아나 세르라딜라(Ana Serradilla, 1978년 8월 9일 ~ )는 멕시코의 텔레비전 배우, 영화배우이다.
멕시코시티에서 태어났다.

## 영화
- 어쩌다 액션 히어로 (2019년)
- 리치너스 오브 이터널 스페이스 (2013년)
- 히든 문 (2012년) - 미란다 리오스 역
- 천사와 악마 (2011년) - 수녀 역
- 디 아더 패밀리 (2011년)
- 프레루디오 (2010년)
- 적자 (2007년)
- 에로스 우나 베즈 마리아 (2007년)
- 섹스, 러브 앤 아더 퍼버션 (2006년) - 미타 역